# Collet del Camp del Pau
El Collet del Camp del Pau és una collada situada a 1.851,7 metres d'altitud del terme comunal dels Angles, a la comarca del Capcir, de la Catalunya del Nord. Està situat a la zona nord-oest del nucli urbà dels Angles, just al costat de ponent dels darrers edificis de l'oest de la urbanització Balcó del Capcir, en el Camí de la Balmeta. És just al nord de la Coma Rossa.